# هنری سویکا
هنری سویکا (انگلیسی: Henry Swieca؛ زادهٔ ۱۹۵۷) کارآفرین و سرمایه‌دار اهل ایالات متحده آمریکا است، که در سال ۱۹۹۲ شرکت های‌بریج را تاسیس کرد.